# Lechenaultia
Lechenaultia is een geslacht van bedektzadigen uit de familie Goodeniaceae. De soorten uit het geslacht komen voor in West-Australië.

## Soorten
- Lechenaultia biloba Lindl.
- Lechenaultia filiformis R.Br.
- Lechenaultia floribunda Benth.
- Lechenaultia formosa R.Br.
- Lechenaultia linioides DC.
- Lechenaultia macrantha K.Krause
- Lechenaultia mimica M.D.Barrett & R.L.Barrett
- Lechenaultia tubiflora R.Br.